# Predrag Đorđević

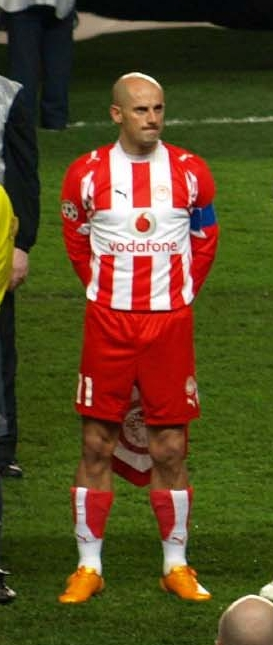
Predrag Đorđević

Predrag Đorđević, ook Djordjević (Servisch: Предраг Ђорђевић) (Kragujevac, 4 augustus 1972) is een Servische voetbalspeler en middenvelder van het nationale elftal van Servië-Montenegro. Zijn bijnaam is Djole.
Hij begon zijn profcarrière bij Rode Ster Belgrado, en speelt nu al jaren bij Olympiakos in Griekenland. Hij is getrouwd met een Griekse en woont in Griekenland.